# Berberis trigona
Berberis trigona là một loài thực vật có hoa trong họ Hoàng mộc. Loài này được Kunze ex Poepp. & Endl. mô tả khoa học đầu tiên năm 1839.

## Hình ảnh

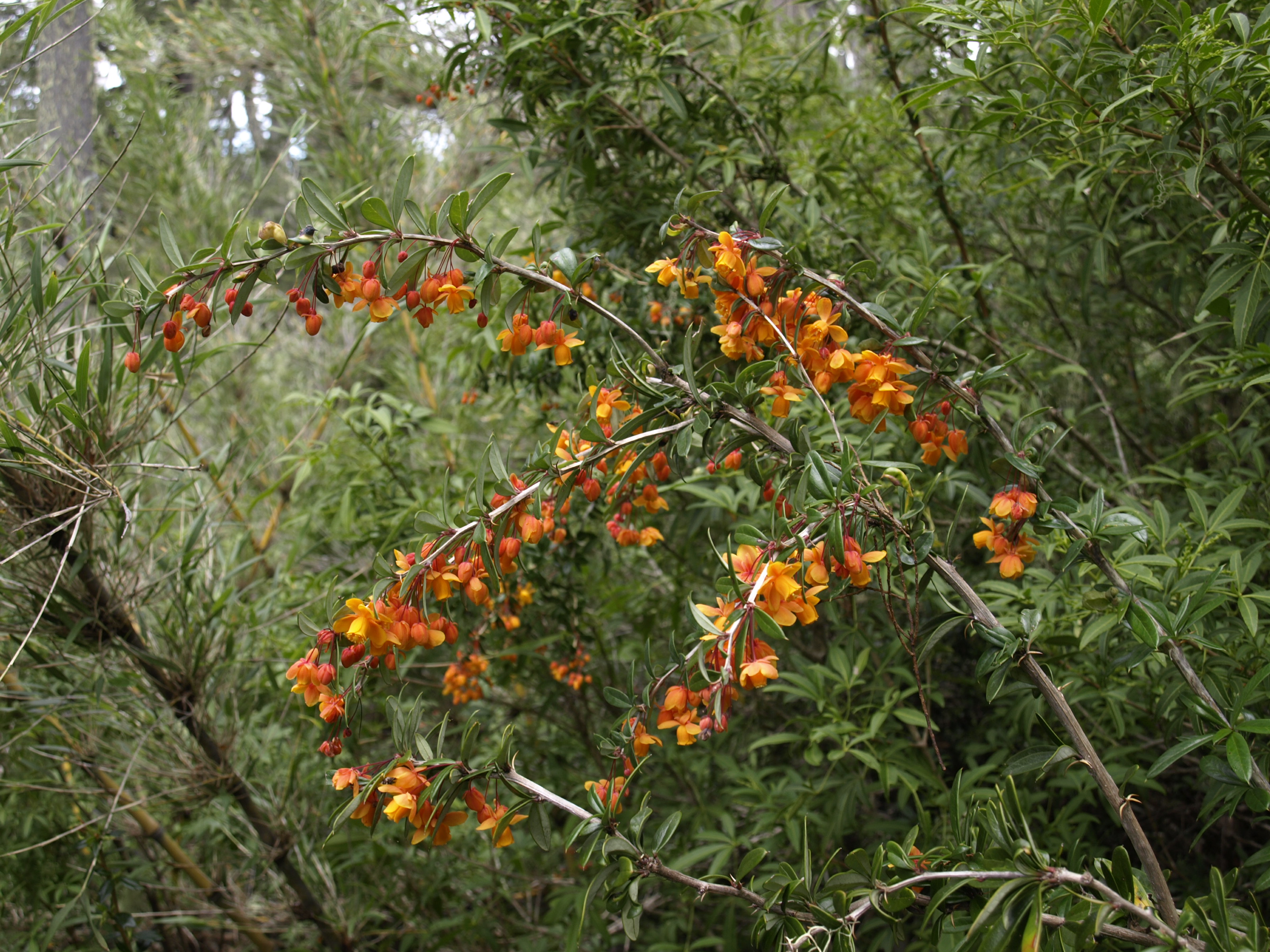